# Cristhian Tizón
Cristhian Andrés Tizón Correa (Montevideo, 26 gennaio 1996) è un calciatore uruguaiano, centrocampista del Juan Pablo II College.